# Симонов, Георгий Александрович
Гео́ргий Алекса́ндрович Си́монов (14 января 1907, Ржев, Тверская губерния — 1982, Ленинград) — советский оператор неигрового кино, фронтовой кинооператор в годы Великой Отечественной войны. Лауреат Сталинской премии (1941).

## Биография
Родился 1 (14) января 1907 года в Ржеве.
 Работал в кино с 1924 года, был помощник оператора на Ленинградской фабрике «Союзкино»: «Бить нельзя!» (1930), «Авария» (1931). Учился в Ленинградском кинофототехникуме, который окончил в 1930 году.
С октября 1930 года по октябрь 1931-го проходил службу в Красной армии. C начала 1932 года по август 1935-го — оператор на Ленинградской кинофабрике «Союзкинохроника». После в течение год работал на базе «Союзкинохроники» в Свердловске. По возвращении в Ленинград — вновь на кинохронике. В качестве военного оператора в 1939—1940 годах участвовал в Советско-финской войне, где был отмечен за мужество и инициативу.
С начала Великой Отечественной войны с фронтовой группой был направлен в воинские части Ленинградского фронта, вёл съёмки боевых действий на Карельском перешейке, с июля 1942 года — в киногруппе Волховского фронта. С сентября 1943 года — в киногруппе Западного фронта. В октябре 1944 года получил общую контузию, окончил войну в звании старший техник-лейтенант.
В 1946—1947 годах был откомандирован на коррпункт ЦСДФ в Чехословакию, одновременно являясь ВРИО уполномоченного «Совэкспортфильма».
На Ленинградской студии кинохроники работал по 1967 год, кроме фильмов является автором более 200 сюжетов для кинопериодики: «Ленинградская кинохроника», «Ленинградский киножурнал», «На страже СССР», «Наука и техника», «Наш край», «Новости дня», «Пионерия», «Северный киножурнал», «Советская Карелия», «Советский спорт», «Советское искусство», «Социалистическая деревня», «Союзкиножурнал».
Член ВКП(б) с 1939 года.

## Фильмография
- 1933 — Ударники — колхозники Ленинградской области во дворце Урицкого (совм. с П. Паллеем)
- 1935 — Столетие Калевалы
- 1937 — Мы будем лейтенантами флота
- 1938 — Папанинцы (совм. с Я. Славиным, М. Трояновским)
- 1938 — Туристы в Ленинграде (совм. с В. Микошей)
- 1939 — Великая присяга (совм. с группой операторов)
- 1939 — Пулково
- 1939 — Завод — крепость обороны
- 1940 — Линия Маннергейма (совм. с группой операторов)
- 1942 — День войны (совм. с группой операторов)
- 1942 — Ленинград в борьбе (совм. с группой операторов)
- 1943 — Москвичи — лесорубы (совм. с М. Оцепом, Г. Захаровой)
- 1944 — 378-я Краснознаменная (совм. с А. Богоровым, Б. Буртом, А. Лебедевым)
- 1944 — К вопросу о перемирии с Финляндией (совм. с группой операторов)
- 1944 — Наши женщины (совм. с С. Семёновым, Д. Шоломовичем, М. Барбутлы, М. Силенко, Е. Лозовским, Л. Котляренко)
- 1945 — 1725—1945 гг. Юбилейная сессия Академии наук СССР в Ленинграде (совм. с Е. Учителем, В. Левитиным, Б. Соркиным)
- 1945 — XXVIII годовщина Октября (совм. с группой операторов)
- 1945 — Ленинград встречает победителей (совм. с группой операторов)
- 1945 — Физкультурный парад (совм. с группой операторов)
- 1947 — Международный фестиваль молодежи в Праге (совм. с В. Ешуриным, И. Бессарабовым)
- 1949 — Пушкинские дни (совм. с группой операторов)
- 1950 — Всенародный кандидат (совм. с группой операторов)
- 1950 — Досфлот (совм. С. Фоминым, С. Масленниковым, Д. Ибрагимовым)
- 1950 — Ленинград голосует (совм. с группой операторов)
- 1950 — Новый стадион (совм. с группой операторов)[11]
- 1951 — Кировцы
- 1952 — Смена
- 1953 — 1-е Мая в городе Ленинграде (совм. с группой операторов)
- 1953 — Великое прощание (совм. с группой операторов)
- 1953 — Встреча футболистов СССР — Албания (совм. с группой операторов)
- 1953 — На зимнем стадионе (совм. с О. Ивановым, В. Валдайцевым, С. Масленниковым, Ф. Овсянниковым)[12]
- 1953 — Стрелковый спорт
- 1954 — Отважные и сильные
- 1955 — Кировский завод — сельскому хозяйству[13]
- 1955 — Огни над Шексной
- 1955 — Пребывание английских кораблей в Ленинграде (совм. с Г. Виноградским, В. Гулиным, Ф. Овсянниковым, С. Фоминым)[14]
- 1956 — Делегация Фолькетинга Дании в Советском Союзе (совм. с Г. Епифановым, А. Хавчиным, Г. Фоминым, В. Гайлисом, П. Расуловым)[15]
- 1956 — Соревнования мотоциклистов (совм. с С. Фоминым, А. Погорелым, В. Страдиным, Г. Трофимовым, Я. Блюмбергом)[16]
- 1956 — Строители кораблей
- 1957 — Бригада новаторов
- 1957 — В Монче-тундре
- 1957 — Праздник на Неве (совм. с группой операторов)
- 1958 — Пионерский почин
- 1960 — Мы учимся по-новому
- 1960 — Творцы семилетки
- 1961 — Юлия Вечерова[17]
- 1962 — В мире книг
- 1962 — Добрый совет
- 1962 — Подручные Хойзингера (совм. с А. Ивановым)
- 1963 — Потерянные годы (совм. с Р. Шевалье)
- 1964 — В колхозе «Большевик»
- 1965 — Выращивание романовских ягнят

Режиссёр
- 1953 — Стрелковый спорт[18]
- 1954 — Отважные и сильные[19]
- 1956 — Строители кораблей[20]
- 1964 — В колхозе «Большевик»

## Награды
- орден «Знак Почёта» (22 марта 1938) — за образцовое выполнение правительственного задания по съёмкам эвакуации персонала станции «Северный Полюс»[3]
- орден Красного Знамени (23 мая 1940)[21]
- Сталинская премия второй степени (15 марта 1941) — за документальный фильм «Линия Маннергейма» (1940)[22]
- медаль «За оборону Ленинграда» (29 июля 1943)[1]
- медаль «За победу над Германией в Великой Отечественной войне 1941—1945 гг.» (1945)[21]
- медаль «За доблестный труд в Великой Отечественной войне 1941—1945 гг.» (8 апреля 1946)[21]